# Manuel Ferrán

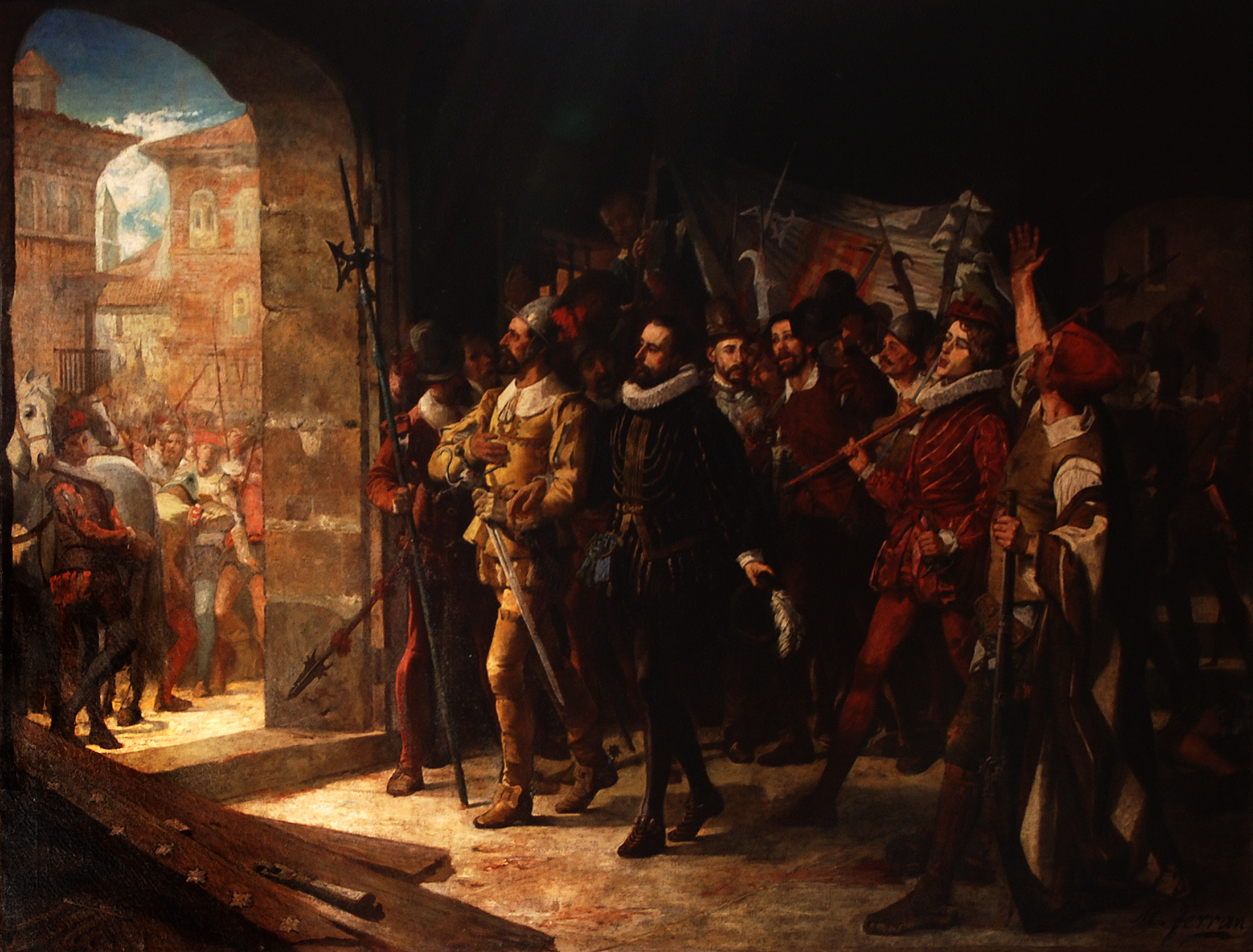
Antonio Pérez liberado por el pueblo aragonés en 1591, conservado en la Biblioteca Museo Víctor Balaguer.

Manuel Ferrán Bayona (Barcelona, 1830-Barcelona, 1896) fue un pintor y profesor español. 

## Biografía
Nacido en 1830 en Barcelona,  era hijo de Antonio Ferrán. Después de estudiar en la escuela de la Lonja de Barcelona, viajó a París para completar sus estudios bajo las órdenes de Thomas Couture, quien también enseñaría a Francisco Sans Cabot. Se especializó en la pintura histórica y la de género, y como muchos otros pintores de su época, también realizó retratos. Expuso obra tanto en Barcelona como en algunas Exposiciones Nacionales en Madrid como, por ejemplo, la de 1860 donde presentó el cuadro Antonio Pérez liberado por el pueblo aragonés en 1591. Fue profesor de dibujo en el mismo lugar donde se formó, la Lonja (1888-1892). Falleció en 1896 en Barcelona.
Se pueden ver sus obras en la Galería de Catalanes Ilustres, de la Real Academia de Bellas Artes de San Jorge y en la Biblioteca Museo Víctor Balaguer, entre otros museos de Cataluña.